# 傣曆

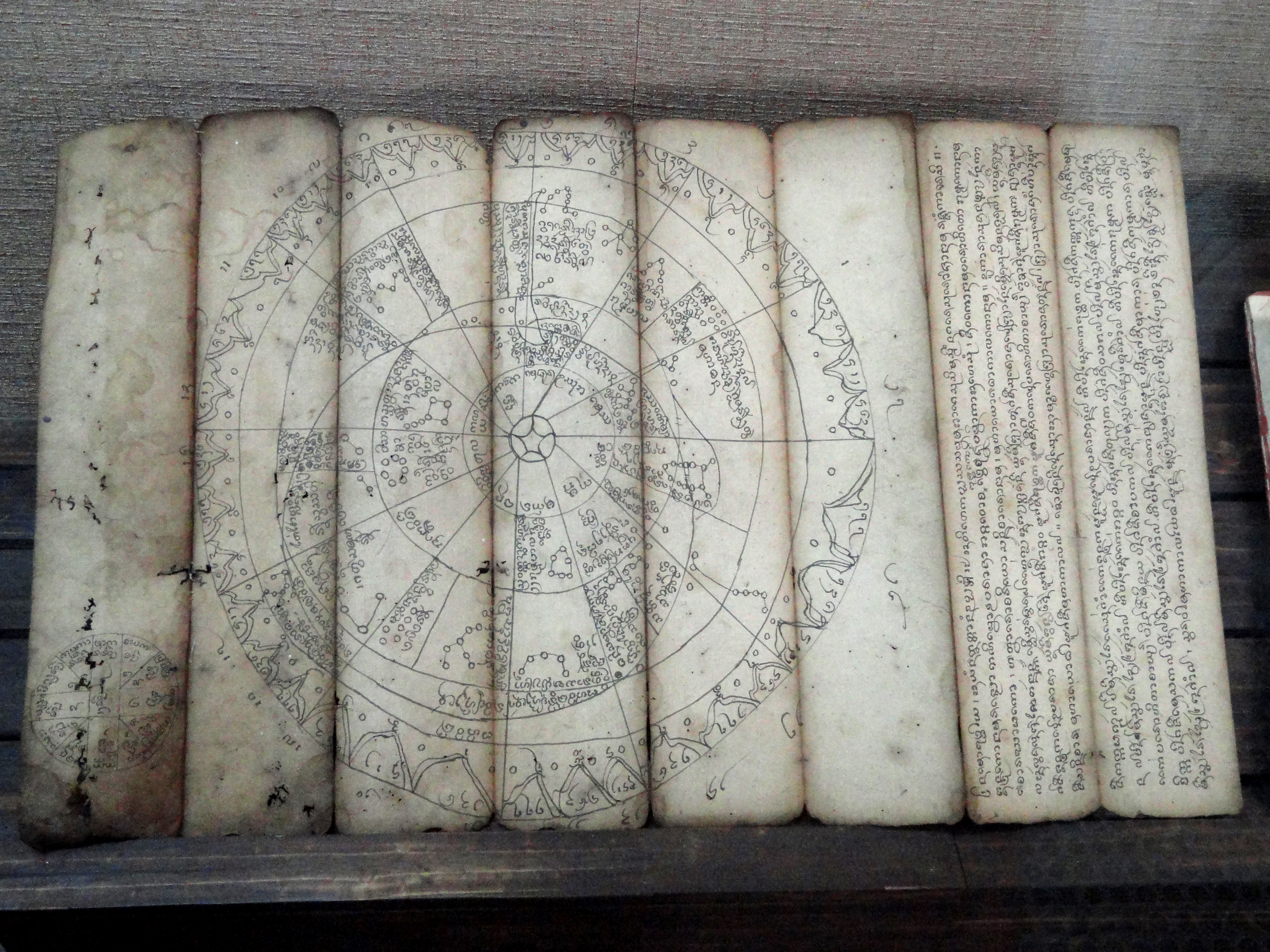
傣族历法典籍

傣曆（泰语：ปฏิทินจันทรคติไทย），又稱為祖臘曆、擺夷曆，傣語音譯稱作「祖臘薩哈」、「朱臘薩哈」或是「薩哈拉乍」，是傣族的曆法。

## 歷史
傣曆紀元紀時法最早使用於約800多年前，勐卯時期的耿馬。其推算與頒佈權屬於佛寺，因而傣曆紀元紀時法是隨著上座部佛教的傳布而使用開來的。在上座部佛教傳入以前，傣族一直使用的是干支紀時法。干支紀時法（紀年、紀日）可能在漢代就已從中原傳入傣族地區。
現行傣曆可能在明朝後才普遍行用。

## 宗教節日
傣曆的重要節日如潑水節、關門節（傣曆九月十五日或閏九月十五日）、開門節（傣曆十二月十五日）。（注：水燈節是泰國曆十二月十五日）

### 潑水節
傣曆的新年期間為潑水節，傣語「京比邁」，意為「最美好的日子」。潑水節的日期來自陰陽合曆的古印度曆法據恆星年而訂定的陽曆新年僧伽羅底、宋干（梵語：saṃkrānti），全名為Meṣa saṃkrānti。該新年隨佛教而傳入，時間約在每年公曆4月14日左右，即太陽進入白羊座的時期（須注意黃道十二宮被提出時太陽轉入白羊座的時間大致在春分，但由於歲差，在21世紀時太陽轉入白羊座的實際時間在四月中旬），與月相無關，所以每年潑水節在傣曆六月八日和七月八日之間移動。
潑水節第一天傣語音譯稱「腕多桑刊」或「宛多尚罕」，意為除夕。中間一天或兩天稱作「宛腦」，意為「空日」。宛腦不屬舊的一年，也不屬新的一年。最後一天為新年元旦，音譯稱「腕叭腕瑪」或「宛叭宛瑪」，意為「日子之王到來之日」。

## 曆法
傣曆紀元紀時法是一種平朔陰陽曆，曆法多受古印度曆法影響，許多專用名詞亦譯自梵文。據张公瑾研究，傣曆紀元始於公元638年3月22日，該日為傣曆零年七月一日元旦，當年九月置閏月。638年3月22日亦為驃國行用緬曆之曆元。但以638年3月22日為7月出1日，排到639年3月22日，應是傣曆6月出11日而非傣曆6月出12日。期間有一日之差，此為應注意處。
泰國小曆始於公元638年3月21日，相較傣曆早一日；可能是以傣曆為基礎做了改進。而公元639年3月22日為傣曆一年元旦，是傣曆1年6月12日。

### 歲首
傣曆以六月為歲首，歲首不固定在月初一。由於傣曆元旦不固定在某月某日，因此同一年可能出現相同月分與日期的日子。例如傣曆1376年（公元2014年）就有兩個六月下五日。
傣曆也用干支紀年，零年元旦為戊戌年辛巳日周一星期日。但因以六月為歲首，農曆正月初一即進入甲子年，傣曆則須待農曆三月左右，傣曆六、七月之潑水節後才進入甲子年。同一年中，公元最先進入新一年，之後是農曆，傣曆最晚進入新一年。
| 公元                   | 1  | 2 | 3 | 4 | 5 | 6 | 7 | 8  | 9  | 10 | 11 | 12 | 1  | 2 | 3 | 4 |
| 傣曆                   | 3  | 4 | 5 | 6 | 7 | 8 | 9 | 10 | 11 | 12 | 1  | 2  | 3  | 4 | 5 | 6 |
| 農曆                   | 12 | 1 | 2 | 3 | 4 | 5 | 6 | 7  | 8  | 9  | 10 | 11 | 12 | 1 | 2 | 3 |
| 粗體表示進入新的一年。 |    |   |   |   |   |   |   |    |    |    |    |    |    |   |   |   |

### 大小月
單月、閏月（閏九月）30天。雙月除「八月滿月」外，皆29天。六月出一日與隔年六月出一日間，平年354天（八月小月）或355天（八月滿月），雙九月之年384天。
| 日數     | 無閏月 | 閏9月 |
| -------- | ------ | ----- |
| 八月小月 | 354    | 384   |
| 八月滿月 | 355    | -     |

| 月  | 日數 | 注           |
| --- | ---- | ------------ |
| 6   | 29   |              |
| 7   | 30   |              |
| 8   | 29   | 八月滿月30天 |
| 9   | 30   |              |
| 閏9 | 30   | 只在閏年才有 |
| 10  | 29   |              |
| 11  | 30   |              |
| 12  | 29   |              |
| 1   | 30   |              |
| 2   | 29   |              |
| 3   | 30   |              |
| 4   | 29   |              |
| 5   | 30   |              |

### 置閏
傣曆採十九年七閏法，平年有12個月，閏年有13個月。閏月固定在9月，所以閏年又稱為「雙九月」年（傣語稱作「比雙告」）。按《西坦》，傣曆以「攝」決定置閏：
攝 = (傣曆紀元年數 + 1) % 19
每攝19年，零年攝1，一年攝2，二年攝3……17年攝18，18年攝0，19年攝1，以此類推。攝0, 2, 5, 8, 10, 13, 16 置一閏月在9月後。但零年特殊，當年九月置閏月。此外還有極少例外，如1190年未閏（八月滿月），而1191年閏。
以前述的置閏法，去排初期數百年的曆譜，將遇到某些年之元旦位在五月的問題。

### 八月滿月
傣曆潑水節末日之元旦（新年的第一天）與隔年元旦間，一般為365日（有「宛腦」一天）或366日（有「宛腦」兩天）。經大小月和閏月的調整後，傣曆之月長仍比朔望月小。因此當計算本年元旦日序與隔年元旦日序時，若其間未能接續（相差一日），即須在本年八月份再加一天，變八月為大月30天，稱「八月滿月」。這種情況一般四至五年一次。閏月與八月滿月一般不置在同一年，而是將八月滿月推移至下一年。

### 元旦紀元積日數
紀元積日數為至傣曆當日，已逐日累積日數。
傣曆紀元積日數 = JDN - 1954166
元旦紀元積日數指傣曆至元旦當日，傣曆已逐日累積日數。
year 為紀元年數，元旦紀元積日數 = {\displaystyle 1+\lfloor (49049+36525876year-\lfloor (1+year-\lfloor (year-\lfloor (4+year)/9\rfloor )/3\rfloor )/2\rfloor )/100000\rfloor } 
簡化法（適用於 -69889－103295 年）：元旦紀元積日數 = {\displaystyle \lfloor (394479457year+1609723)/1080000\rfloor }

### 上下半月
傣曆一月傣語音譯稱登景，二月稱登甘。每月分上下兩個半月。上半月「楞肯」（上弦月）每日之日名，由月出一日（初一）、月出二日……至月出十四日。
月中十五日望日傣語音譯稱「登柄」或「楞丙」，仍為上半月。
之後下半月「楞攏」（下弦月）稱月下一日（16日）、月下二日（17日）……；如「六月下一日」或「六月月下一日」即傣曆6月16日。月末晦日傣語音譯「登達普」或「楞拉卜」，意為「月閉眼」。由於採用早朔，月出一日不一定是朔日。
某些譯本，如李拂一譯《泐史》中，將上、下半月依漢籍翻譯印度曆法的名詞，各譯作「白分」、「黒分」。如「552年庚戌六月白分初十日乙丑，星期六」。

### 周日
傣曆每周7日，每周之日名各稱"宛底,宛娟,宛敢,宛補,宛帕,宛書,宛肖"，意為太陽日、月亮日……至土星日（源自蘇美爾遍傳世界之星期次序：日、月、火、水、木、金、土）。用傣文數字來表示周日時，由1排到7。周一「宛底」相當於星期日，餘以此類推。

### 紀時法
傣曆的紀時法有每日12時段分法、16等分法、60等分法3種。詳見《傣历研究》

## 大傣曆
西雙版納使用的曆法為小傣曆（傣語：沙戛曆）。緬甸撣邦、德宏部分村寨則遵循大傣曆。
德宏傣曆改用農曆春節為歲首，是為「果冷細」節；從四月至三月（農曆正月至十二月）為一年。德宏傣曆新年則於傣曆十二月末、一月初。

## 曆書
傣曆天文曆法文獻書名，多來自梵文或巴利文。

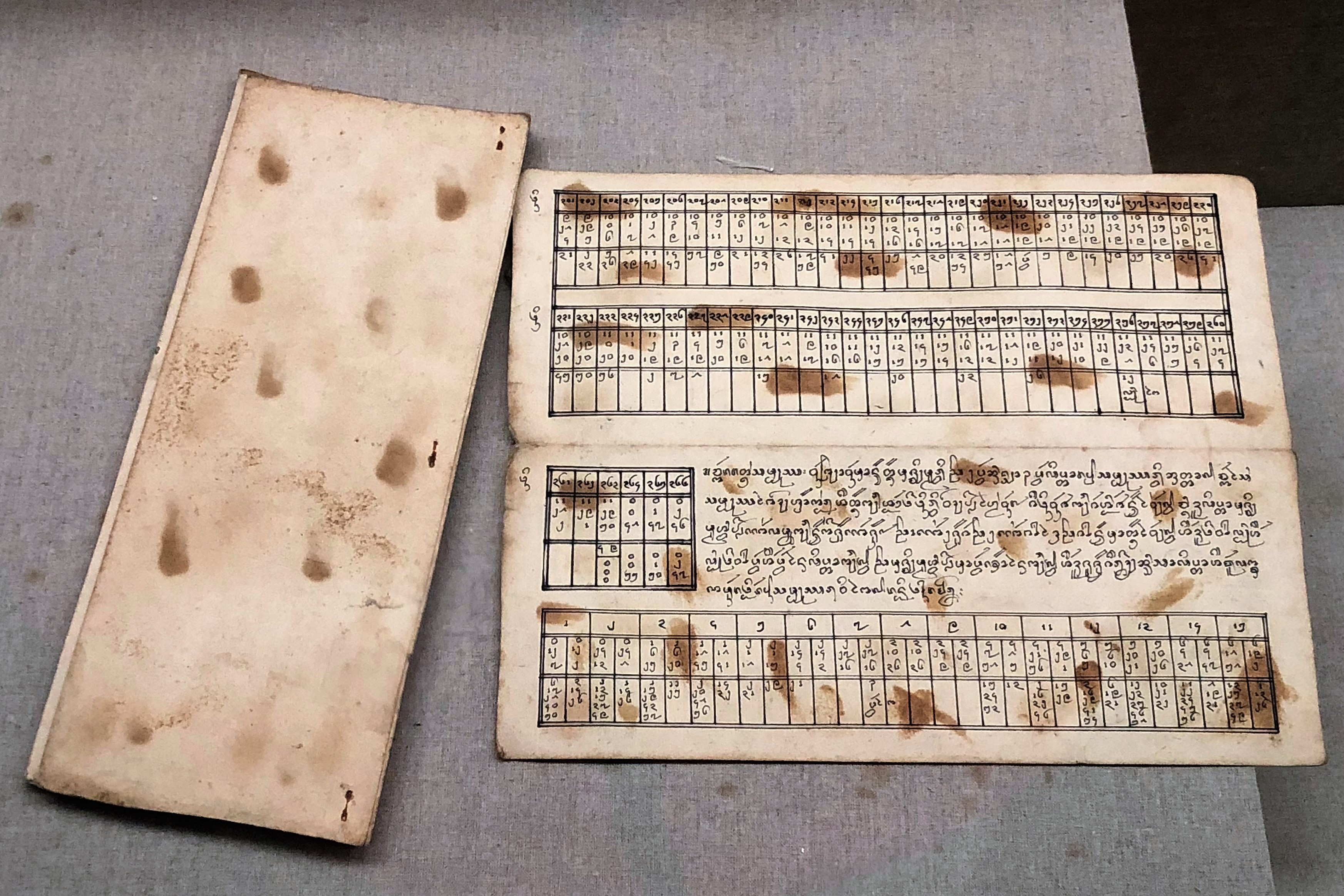
藏于西双版纳民族博物馆的傣族天文历法书

- 蘇定：直譯為「日子」，意譯為「傣曆計算初步」，以老傣仂文書寫而成。[27]源於印度曆書。
- 蘇力牙或书里牙[11]：直譯為「太陽」，借自梵語「太陽神」，即指「太陽曆」。以傣文書寫[11]。源於印度曆書。[13]
- 西坦：意譯為「成就」、「吉祥」。以傣文書寫[11]。源於印度曆書。[13]
- 曆法星卜要略：以老傣仂文書寫而成。[28]原書無書名、作者姓名和寫作年代。現用書名系譯注者张公瑾根據內容所加。[29][5]
- 呼腊竜：用西雙版納傣文記錄的古天文曆法著作，着重《朱腊萨哈》，即朱臘曆法。[2]

## 延伸閱覽
- 张公瑾:《西双版纳傣文〈历法星卜要略〉历法部分译注》
- 张公瑾编著(1986-6)。傣历、公历、农历百年对照年历。云南民族出版社。
- 杨铸, 曾启智, 耿马傣族佤族自治县地方志编纂委员会(1995-6)。公历农历傣历150年对照历书（公元1901~2050年、傣历1263~1412年） （页面存档备份，存于）。云南民族出版社。
- 傣族研究是我的立身之本-中国社会科学在线 （页面存档备份，存于）

- 傣曆對照表 （页面存档备份，存于）